# Mound (Minnesota)
Mound – miasto w Stanach Zjednoczonych, w stanie Minnesota, w hrabstwie Hennepin.